# Aït Majden
Aït Majden (Appelée Ait Majjen par ses habitants) est une commune rurale de la province d'Azilal au Maroc.
Aït Majden est connu pour ses raisins, son Oued "Oued Lakhdar" et jadis par son souk qui avait lieu tous les jeudis (Khemis n'Aït Majjene), aujourd'hui remplacé par celui de la commune limitrophe de Tanant. Ses habitants sont appelés les Majdenis.